# Lasioglossum eleutherense
Lasioglossum eleutherense är en biart som först beskrevs av Engel 2001.  Lasioglossum eleutherense ingår i släktet smalbin, och familjen vägbin. Inga underarter finns listade i Catalogue of Life.

## Bildgalleri

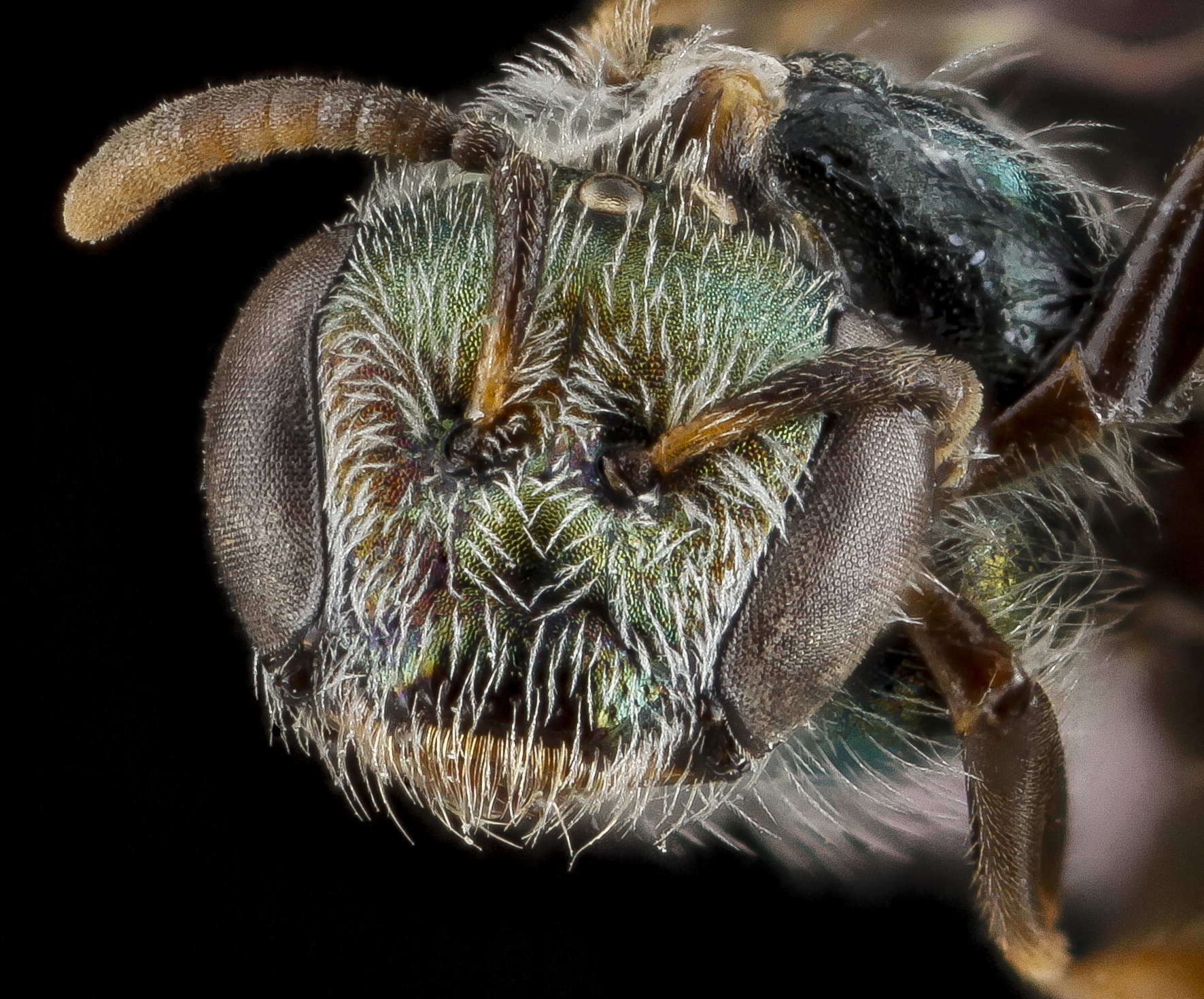
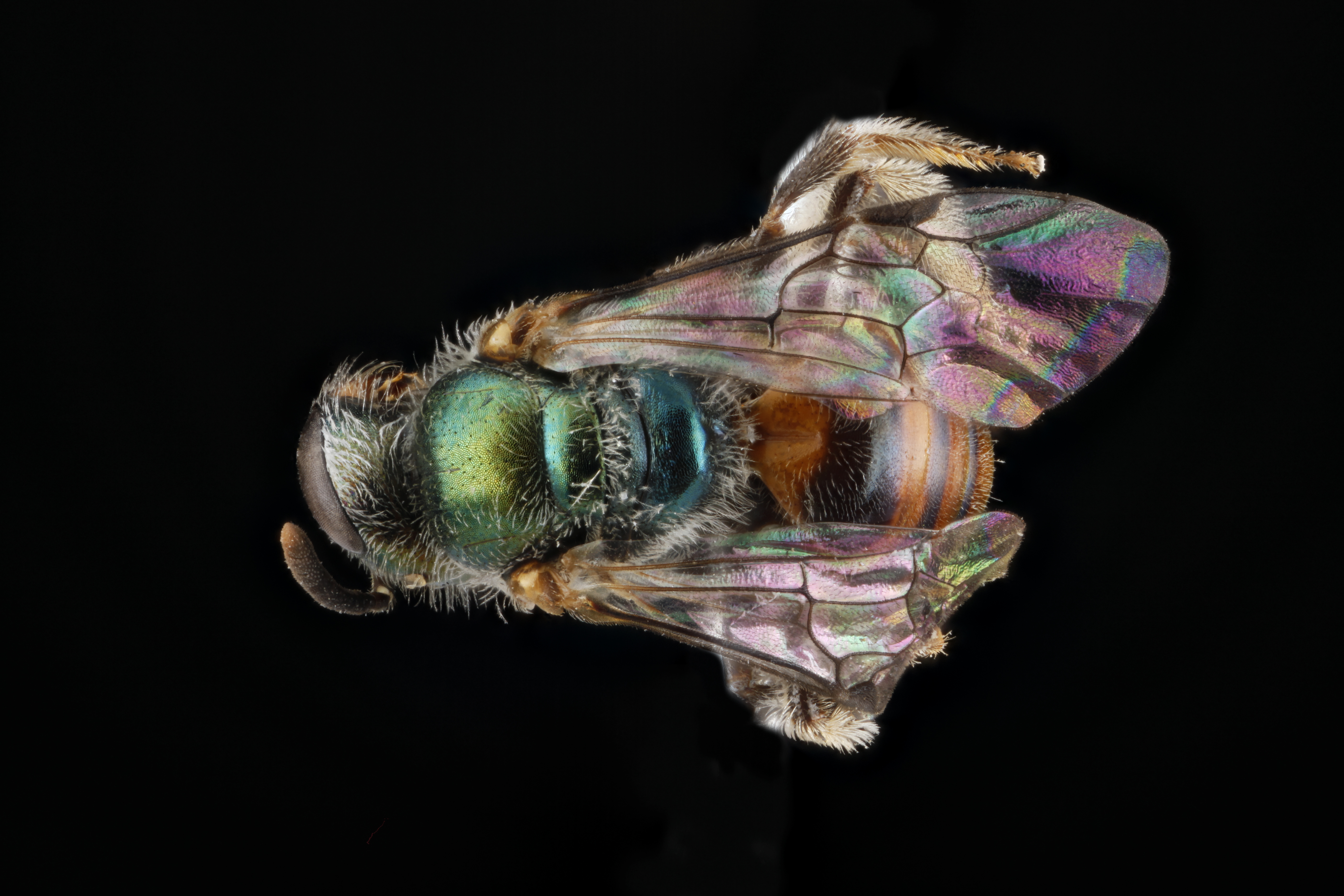
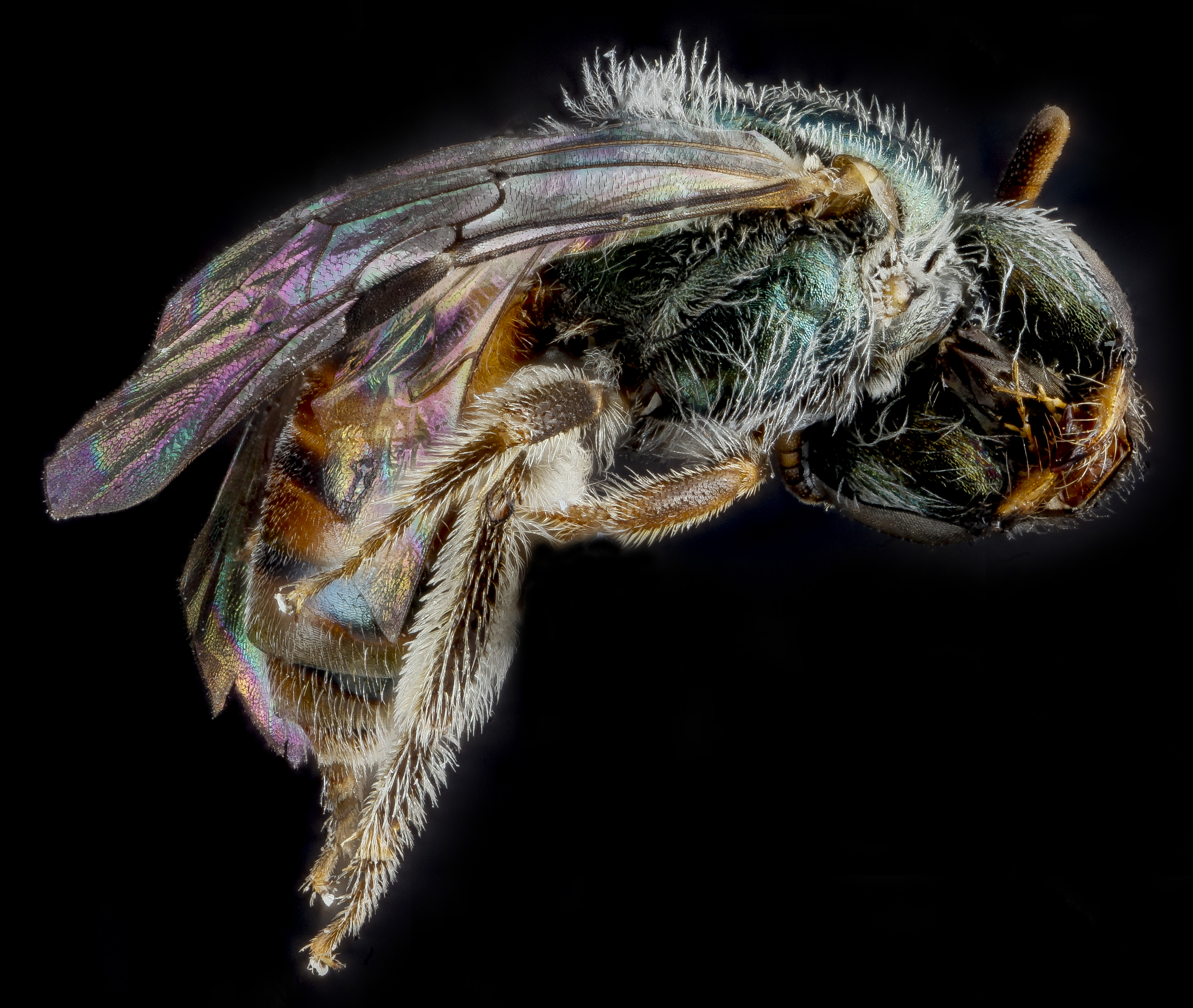